# E Guagliuncelle
E Guagliuncelle è l'album in studio d'esordio del cantante italiano Anthony, pubblicato nel 2003, distribuito dalla Giesse Record di Catania con testi di Genny Valentino, contiene anche una cover di Renato Carosone, 'O sarracino.

## Tracce
1. 'O sarracino
2. Tu tu tu
3. Nun te vò bene
4. E vince tu
5. Vita mia
6. 'E guagliuncelle
7. Bella
8. Frammenti